# Joachim Stasche
Joachim Stasche (* 2. Februar 1950) ist ein ehemaliger deutscher Eishockeyspieler und Mitglied der Hall of Fame des deutschen Eishockeymuseums.

## Karriere
Stasche spielte zunächst zwischen 1967 und 1970 beim Berliner TSC. Von dort wechselte er 1970 zum SC Dynamo Berlin, mit dem er mehrfach DDR-Meister wurde. Nach einer Pause zwischen 1979 und 1981 trat er noch einmal in der DDR-Bestenermittlung für die BSG Monsator Berlin an.
International spielte er für die Eishockeynationalmannschaft der DDR bei den Eishockey-Weltmeisterschaften 1972 (B-WM) bis zur A-Weltmeisterschaft 1978. Insgesamt absolvierte er 139 Länderspiele für sein Heimatland, in denen er 60 Tore erzielte und 27 Torvorlagen gab.